# 156 пехотная дивизия (вермахт)
156-я пехотная дивизия (нем. 156. Infanterie-Division) — воинское формирование Вермахта времен Второй мировой войны.

## История
Сформирована 15 апреля 1945 года путём переформирования 156-й учебно-полевой дивизии в составе 9-й полевой армии генерала пехоты Т.Буссе. После завершения формирования соединения перебросили на Восточный фронт. Подразделения дивизии уничтожены в Хальбскому котле войсками 1-го Украинского фронта маршала Конева И. С. весной 1945 года.

## Командование

### Командиры
- генерал-лейтенант Зигфрид фон Рековски (нем. Siegfried von Rekowski) (15 апреля — 8 мая 1945).